# Antoine Tassy
Antoine Tassy (* 26. März 1924; † 3. März 1991) war ein haitianischer Fußballspieler und ‑trainer.

## Karriere
Im Jahr 1948 stand Tassy beim Victory SC unter Vertrag. Mit der A-Nationalmannschaft seines Heimatlandes nahm er an den Qualifikationsspielen zur Weltmeisterschaft 1954 teil; beide Spiele gegen die Nationalmannschaft Mexikos gingen verloren (0:8 am 19. Juli 1953 und 0:4 am 27. Dezember 1953). Außerdem soll der Feldspieler bei der CCCF-Meisterschaft 1957 mindestens in den Spielen gegen Honduras und Kuba zum Einsatz gekommen sein und dabei drei Tore erzielt haben; Haiti wurde Turniersieger.
Zwischen 1965 und 1975 soll Tassy als Trainer der heimischen Nationalmannschaft aktiv gewesen sein; in dieser Zeit nahm die Mannschaft an den Kontinentalmeisterschaften in den Jahren 1965 (Sechster), 1967 (Fünfter), 1971 (Zweiter) und 1973 (Gewinner) teil. Durch den Gewinn 1973 qualifizierte man sich für die Weltmeisterschaft 1974, wo die Nationalmannschaft nach drei Niederlagen gegen Italien (1:3), Polen (0:7) und Argentinien (1:4) in der Ersten Runde ausschied. Trotz des frühen Aus gelten der Gewinn der Kontinentalmeisterschaft sowie die WM-Teilnahme 1974 bis heute als größter Erfolg in der Geschichte des haitianischen Fußballs.

## Erfolge
Als Spieler
- CCCF-Meisterschaft: 1957 (Sieger) mit Haiti

Als Trainer
- Qualifikation zur Weltmeisterschaft 1974 mit Haiti
- CONCACAF Nations Cup: 1973 (Sieger), 1971 (Finalist) mit Haiti